# Antharasanthe, Heggadadevankote
Antharasanthe là một làng thuộc tehsil Heggadadevankote, huyện Mysore, bang Karnataka, Ấn Độ.